# Calzada de los Molinos
Calzada de los Molinos è un comune spagnolo di 357 abitanti situato nella comunità autonoma di Castiglia e León, comarca di Tierra de Campos.